# Pichidangui Airport
Pichidangui Airport är en flygplats i Chile.   Den ligger i provinsen Provincia de Choapa och regionen Región de Coquimbo, i den centrala delen av landet, 170 km nordväst om huvudstaden Santiago de Chile. Pichidangui Airport ligger 40 meter över havet.
Terrängen runt Pichidangui Airport är kuperad österut, men västerut är den platt. Havet är nära Pichidangui Airport västerut. Runt Pichidangui Airport är det ganska glesbefolkat, med 23 invånare per kvadratkilometer.. Närmaste större samhälle är Pichidangui, 2,1 km väster om Pichidangui Airport.
Omgivningarna runt Pichidangui Airport är i huvudsak ett öppet busklandskap.